# Aphanocephalus quadrimaculatus
Aphanocephalus quadrimaculatus là một loài bọ cánh cứng trong họ Discolomatidae. Loài này được Matthews miêu tả khoa học năm 1887.